# 埃莱娜·利纳里
埃莱娜·利纳里（義大利語：Elena Linari；1994年4月15日—），意大利職業女子足球运动员，司职中后卫，目前效力于女子英超球隊倫敦城雌獅和意大利国家女子足球队。她曾代表意大利参加2022年欧洲女子足球锦标赛和2023年国际足联女子世界杯等多场国际赛事。